# Otiophora perrieri
Otiophora perrieri är en måreväxtart som beskrevs av Anne-Marie Homolle. Otiophora perrieri ingår i släktet Otiophora och familjen måreväxter.
Artens utbredningsområde är Madagaskar. Inga underarter finns listade i Catalogue of Life.